# James Moody

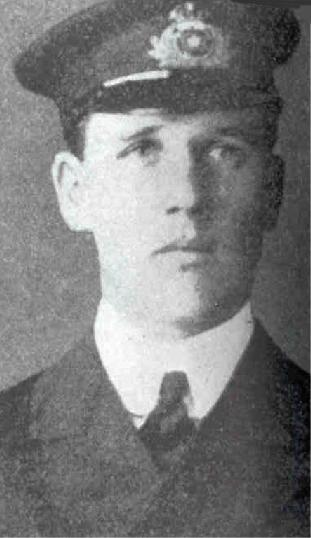
James Moody

James Paul Moody (ur. 21 sierpnia 1887, zm. 15 kwietnia 1912) – szósty oficer na RMS Titanic. Odebrał meldunek z bocianiego gniazda o górze lodowej na kursie statku.

## Życiorys
W kwietniu 1911 ukończył szkołę żeglarską King Edward VII Nautical School w Londynie i rozpoczął służbę na RMS Oceanic, a następnie został przeniesiony na Titanica. Na pokład statku wsiadł w Belfaście.
14 kwietnia 1912 pełnił wachtę na mostku wraz z pierwszym oficerem Williamem Murdochem. Odebrał meldunek od obserwatora Fredericka Fleeta o zaobserwowanej górze lodowej na kursie statku i przekazał go przełożonemu.
Podczas ewakuacji pasażerów pomagał przy załadunku łodzi ratunkowych nr 12, 14 i 16. Ostatni raz widział go drugi oficer Charles Lightoller ok. 2:20 nad ranem 15 kwietnia 1912.
James Moody zginął w katastrofie w wieku 24 lat. Jego ciało nigdy nie zostało znalezione.
W filmie Titanic Jamesa Camerona rolę Moody’ego zagrał Edward Fletcher. Moody wpuszcza w nim głównego bohatera, Jacka Dawsona, i jego przyjaciela, Fabrizio, na statek.